# بيبرز، بليز
أوراقك لو سمحت (بالإنجليزية: Papers, Please)‏ ، هي لعبة فيديو أنتجت عام 2013م، وهي لعبة من نوع ألغاز والتي تهدف للبحث والتدقيق لجوازات السفر من مواطني دولة أرزتوتزكا الوهمية والبلدان الأخرى، حيث حازت على عدة جوائز.
| Edge = 9/10
| EuroG = 9/10
| GSpot = 8/10
| IGN = 8.7/10
| PCGUS = 87/100
| Poly = 8.0/10
| award1Pub = الأكاديمية البريطانية لفنون السينما والتلفزيون
| award1 = Best Strategy & Simulation
}}</ref>

## قصة اللعبة
في عام 1982م، وبعد إبرام الصلح بين الدولتين المهاجمتين وهما «أرزتوتزكا وكولتشيا» فهما دولتان متجاورتان، تم إنشاء النظام العسكري الحدود الفاصلة والتي تقسم مدينة غريستين إلى قسمين، وبعد إنشاء الحدود الفاصلة وعمل نقاط التفتيش، قامت النظام الأرزتوتزكي بعمل قرعة لاختيار موظف الجوازات بطريقة عشوائية فيتم بطل اللعبة «المتحكم أنت» في المهمات الصعبة وفي الأرض الفقيرة، كما يقوم الحكومة بتوظيف بطل اللعبة بالسكن في إحدى الفنادق المستأجرة رقم سي 8.

## وصلات خارجية
- بيبرز، بليز على موقع IMDb (الإنجليزية)
- الموقع الرسمي
- Developer's website